# Kanton Mulhouse-2
Kanton Mulhouse-2 (fr. Canton de Mulhouse-2) je francouzský kanton v departementu Haut-Rhin v regionu Grand Est. Tvoří ho pouze část města Mylhúzy. Zřízen byl v roce 2015.